# بيلي هندري
بيلي هندري (بالإنجليزية: Billy Hendry)‏ هو لاعب كرة قدم بريطاني (وحمل سابقاً جنسية المملكة المتحدة لبريطانيا العظمى وأيرلندا) في مركز الدفاع، ولد في 1 يونيو 1869 في المملكة المتحدة، وتوفي في 4 مايو 1901 في المملكة المتحدة. لعب مع بريستون نورث إيند وستوك سيتي وشروزبري تاون وشيفيلد يونايتد ونادي بوري ونادي دندي ووست بروميتش ألبيون ونادي كيدرمينستر هاريرز لكرة القدم وBrighton United F.C. ‏.